# اینا (آلبوم)
 «اینا» آلبومی از هنرمند اهل رومانی اینا است.